# ملیسا مک‌براید
ملیسا مک‌براید (انگلیسی: Melissa McBride؛ زادهٔ ۲۳ مهٔ ۱۹۶۵) یک هنرپیشه اهل ایالات متحده آمریکا است.
از فیلم‌ها یا برنامه‌های تلویزیونی که وی در آن نقش داشته‌است می‌توان به زندگی‌های خطرناک پسران آلتر و سریال مردگان متحرک اشاره کرد.